# Нитрилы

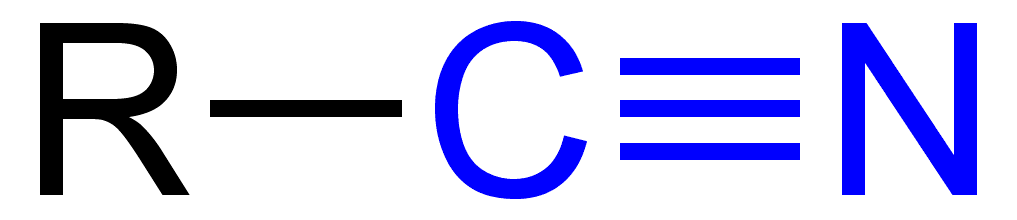
Нитрилы

Нитри́лы — органические соединения общей формулы R—C≡N, формально являющиеся C-замещёнными производными синильной кислоты HC≡N.
Группа —C≡N называется нитрильной группой.

## Номенклатура
Нитрилы также часто рассматривают как производные карбоновых кислот (продукты дегидратации амидов) и именуют как производные соответствующих карбоновых кислот, например, CH3C≡N — ацетонитрил (нитрил уксусной кислоты), C6H5CN — бензонитрил (нитрил бензойной кислоты). В систематической номенклатуре для именования нитрилов используется суффикс карбонитрил, например, пиррол-3-карбонитрил.
Нитрилы, в которых нитрильная группа подвижна либо имеет псевдогалогенный характер, обычно называют цианидами, например, C6H5CH2CN — бензилцианид, C6H5COCN — бензоилцианид, (CH3)3SiCN — триметилсилилцианид.

## Строение нитрильной группы
Атомы азота и углерода в нитрильной группе находятся в состоянии sp-гибридизации. Длина тройной связи C≡N составляет 0,116 нм, длина связи R-CN 0,1468 нм (для CH3CN). Нитрильная группа обладает отрицательными мезомерным и индукционным эффектами, в частности, константы Гаммета σM = 0,56; σn = 0,66; σn- = 1,00; σn+ = 0,659, а индуктивная константа Тафта σ* = 3,6.
Электронное строение нитрилов можно изобразить в виде двух резонансных структур:
В ИК-спектрах и спектрах комбинационного рассеяния нитрильная группа имеет полосу поглощения в районе 2220—2270 см-1.

## Физические и химические свойства
Нитрилы являются жидкими или твёрдыми веществами. Они растворяются в органических растворителях. Низшие нитрилы хорошо растворяются в воде, но с увеличением их молярной массы растворимость в воде падает.
Нитрилы способны вступать в реакции как с электрофильными реагентами по атому азота, так и с нуклеофильными реагентами по атому углерода, что обусловлено резонансной структурой нитрильной группы. Неподелённая электронная пара на атоме азота способствует образованию комплексов нитрилов с солями металлов, например, с CuCl, NiCl2, SbCl5. Наличие нитрильной группы приводит к снижению энергии диссоциации связи C-H у α-углеродного атома. Связь C≡N способна присоединять другие атомы и группы.
Гидролиз нитрилов в кислой среде приводит сначала к амидам, потом — к соответствующим карбоновым кислотам:
{\displaystyle {\mathsf {RCN{\xrightarrow[{}]{HX}}[RC^{+}{\text{=}}NH]X^{-}{\xrightarrow[{-HX}]{H_{2}O}}[RC(OH){\text{=}}NH]{\xrightarrow[{}]{}}RCONH_{2}{\xrightarrow[{-NH_{3}}]{H_{2}O}}RCOOH}}}
Гидролиз нитрилов в щелочной среде даёт соли карбоновых кислот.
Реакция нитрилов с пероксидом водорода (реакция Радзишевского) приводит к амидам:
{\displaystyle {\mathsf {RCN+HOO^{-}{\xrightarrow[{}]{}}RC(OOH){\text{=}}N^{-}{\xrightarrow[{}]{H_{2}O}}RC(OOH){\text{=}}NH{\xrightarrow[{}]{H_{2}O_{2}}}RCONH_{2}+O_{2}+H_{2}O}}}
Взаимодействие нитрилов со спиртами в присутствии кислотных катализаторов (реакция Пиннера) позволяет получать гидрогалогениды имидоэфиров, которые далее гидролизуются до сложных эфиров. Взаимодействие с тиолами в аналогичной реакции приводит соответственно к солям тиоимидатов и эфирам тиокарбоновых кислот:
{\displaystyle {\mathsf {RCN{\xrightarrow[{}]{R'OH,HX}}[RC(OR'){\text{=}}N^{+}H_{2}]X^{-}{\xrightarrow[{-NH_{4}^{+}}]{NH_{3}}}RC(OR'){\text{=}}NH{\xrightarrow[{}]{H_{2}O}}RCOOR'+NH_{3}}}}
При действии на нитрилы сероводорода образуются тиоамиды RC(S)NH2, при действии аммиака, первичных и вторичных аминов — амидины RC(NHR')=NH, при действии гидроксиламина — амидоксимы RC(NH2)=NOH, при действии гидразона — амидогидразоны RC(NH2)=NNH2.
Реакция нитрилов с реактивами Гриньяра даёт N-магнийзамещённые кетимины, которые в кислой среде гидролизуются до кетонов:
{\displaystyle {\mathsf {RCN+R'MgX{\xrightarrow[{}]{}}RC(R'){\text{=}}NMgX{\xrightarrow[{-MgX_{2},-NH_{4}X}]{H_{2}O,HX}}RR'CO}}}
Нитрилы реагируют с ненасыщенными соединениями (реакция Риттера) с образованием замещённых амидов:
{\displaystyle {\mathsf {(CH_{3})_{2}C{\text{=}}CH_{2}+CH_{3}CN{\xrightarrow[{}]{H^{+}}}CH_{3}CONHC(CH_{3})_{3}}}}
С диенами вступают в реакцию Дильса-Альдера:
Восстановление нитрилов идёт постадийно до образования первичных аминов. Чаще всего реакцию проводят водородом на платиновом, палладиевом (при 1-3 атм. 20-50 °C) или никелевом, кобальтовом катализаторах (100—250 атм., 100—200 °C) в присутствии аммиака. В лабораторных условиях нитрилы восстанавливают натрием в этаноле, алюмогидридом калия и борогидридом натрия:
{\displaystyle {\mathsf {RCN{\xrightarrow[{}]{[H]}}RCH{\text{=}}NH{\xrightarrow[{}]{[H]}}RCH_{2}{\text{-}}NH_{2}}}}
Реакция нитрилов с карбонильными соединениями по Кнёвенагелю ведёт к цианоалкенам:
{\displaystyle {\mathsf {RCH_{2}CN+R'R''CO\rightleftarrows R'R''C{\text{=}}C(CN)R}}}

## Получение
Нитрилы получают следующими способами:
Дегидратацией амидов, альдоксимов, аммониевых солей карбоновых кислот
Катализатор - оксид фосфора (V)
{\displaystyle {\mathsf {CH_{3}COONH_{4}{\xrightarrow[{}]{^{o}t}}CH_{3}CN+2H_{2}O}}}
Алкилированием, винилированием, арилированием или ацилированием солей синильной кислоты.
При алкилировании (Синтез нитрилов по Кольбе) используют цианиды щелочных металлов:
{\displaystyle {\mathsf {C_{2}H_{5}I+KCN\rightarrow C_{2}H_{5}CN+KI}}}
при винилировании, арилировании (реакция Роземунда - фон Брауна) и ацилировании - цианиды переходных металлов либо другие источники цианид-ионов (например цианиды щелочных металлов, ацетонциангидрин, формамид, дегидратирующийся в условиях реакции в синильную кислоту) при катализе комплексами переходніх металлов,:
{\displaystyle {\ce {RCH=CHI + CN- -> RCH=CHCN + I-}}}
{\displaystyle {\mathsf {C_{6}H_{5}Cl+CuCN\rightarrow C_{6}H_{5}CN+CuCl}}}
{\displaystyle {\ce {PhCOCl + CuCN -> PhCOCN + CuCl}}}
По реакции Зандмейера
{\displaystyle {\mathsf {[C_{6}H_{5}N^{+}\equiv N]Cl^{-}+KCN\rightarrow C_{6}H_{5}CN+N_{2}+KCl}}}
Присоединением синильной кислоты (используется в промышленности)
{\textstyle {\mathsf {CH_{2}{\text{=}}CH_{2}+HCN\rightarrow CH_{3}CH_{2}CN}}}
{\displaystyle {\mathsf {RCHO+HCN\rightarrow RCH(OH)CN}}}
Совместным окислением аммиака и углеводородов (окислительный аммонолиз)
Реакция протекает при 400—500 °C, катализаторами служат молибдаты и фосфомолибдаты висмута, молибдаты и вольфраматы церия и др.:
{\displaystyle {\mathsf {CH_{2}{\text{=}}CHCH_{3}+NH_{3}{\xrightarrow[{-H_{2}O}]{O_{2},^{o}t}}CH_{2}{\text{=}}CHCN}}}
Окислением аминов
{\displaystyle {\mathsf {C_{6}H_{5}CH_{2}NH_{2}{\xrightarrow[{-2H_{2}}]{NiO_{2},300-350^{o}t}}C_{6}H_{5}CN}}}

## Применение
Нитрилы используются в качестве растворителей, инициаторов радикально-цепной полимеризации, сырья для получения мономеров, лекарственных средств, пестицидов, пластификаторов. Имеют широкое применение в реакции Риттера как нуклеофильный реагент.
Наибольшее значение имеют ацетонитрил (растворитель, адсорбент при выделении бутадиена из смеси с бутенами), акрилонитрил (мономер для получения синтетического волокна), адиподинитрил (сырьё для синтеза адипиновой кислоты, капролактама, гексаметилендиамина), бензонитрил.

## Токсичность

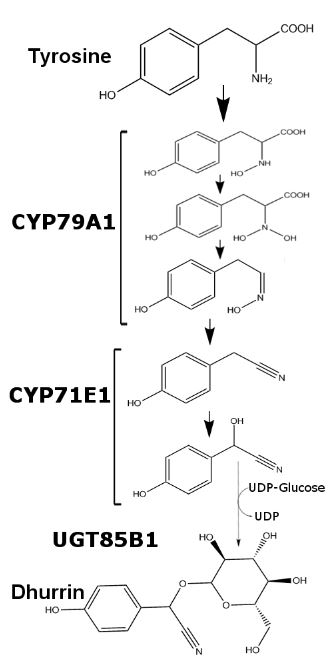
Биосинтез дуррина, цианогенного гликозида сорго двуцветного. Окисление p-гидроксибензилцианида, образующегося из тирозина, происходит под действием монооксигеназы CYP71E1

Многие нитрилы - в первую очередь низкомолекулярные алифатические нитрилы, использующиеся в промышленности и цианогенные гликозиды растительного происхождения токсичны. Их действие обусловлено метаболическим окислением α-углеродного атома нитрила, катализируемого монооксигеназами с образованием циангидрина, который, в свою очередь, гидролизуется до альдегида и кетона с высвобождением цианида:
R1R2CHCN + [O] {\displaystyle \to } R1R2C(OH)CN
R1R2C(OH)CN + H2O {\displaystyle \to } R1R2CO + HCN
В случае замещённых акрилонитрилов, не имеющих насыщенного α-углеродного атома при нитрильной группе, происходит либо окисление с образованием цианэтиленоксидов (катализ цитохромом P450), гидролизующихся далее в циангидрины, либо конъюгация α,β-ненасыщенного нитрила с SH-группой ацетилцистеина по типу присоединения по Михаэлю с образованием 2-цианометилмеркаптуровой кислоты:
(CH3CONH)(HOOC)CHCH2SH + H2C=CH-CN {\displaystyle \to } (CH3CONH)(HOOC)CHCH2SCH2CH2-CN ,
которая, будучи алифатическим нитрилом, окисляется до циангидрина.
Интересно, что и биосинтез циангидринов цианогенных цианидов в растениях, и образование циангидринов при метаболизации нитрилов у животных происходит по одному механизму и катализируется ферментами одного типа.
Непосредственное токсическое действие оказывает уже цианид вследствие нарушения действия цитохромоксидаз и угнетения функции переноса кислорода из крови к клеткам. Токсическое действие проявляется как при вдыхании паров нитрилов, так и при попадании в организм через кожу или желудочно-кишечный тракт.
Токсичность низкомолекулярных алифатических нитрилов увеличивается с увеличением лёгкости окисления α-углеродного атома с ростом длины углеводородного радикала и степени разветвлённости углеродной цепи. Так, измерения концентрации цианида в крови через час после введения нитрилов показали следующий порядок сравнительной токсичности (в порядке убывания концентрации цианида): малононитрил > пропионитрил > бутиронитрил > акрилонитрил > аллилцианид > ацетонитрил.
Противоядия при отравлении нитрилами те же, что и при отравлении цианидами - амилнитрит, тиосульфат натрия и глюкоза.